# Ideoroncus lenkoi
Ideoroncus lenkoi är en spindeldjursart som beskrevs av Beier 1970. Ideoroncus lenkoi ingår i släktet Ideoroncus och familjen Ideoroncidae. Inga underarter finns listade i Catalogue of Life.